# Sierra de Yeguas
Sierra de Yeguas es un municipio español de la provincia de Málaga, Andalucía, situado en la comarca de Guadalteba. El término municipal de Sierra de Yeguas está situado en el borde noroccidental de la Comarca de Antequera , en el límite de la provincia de Málaga con la de Sevilla.

## Geografía

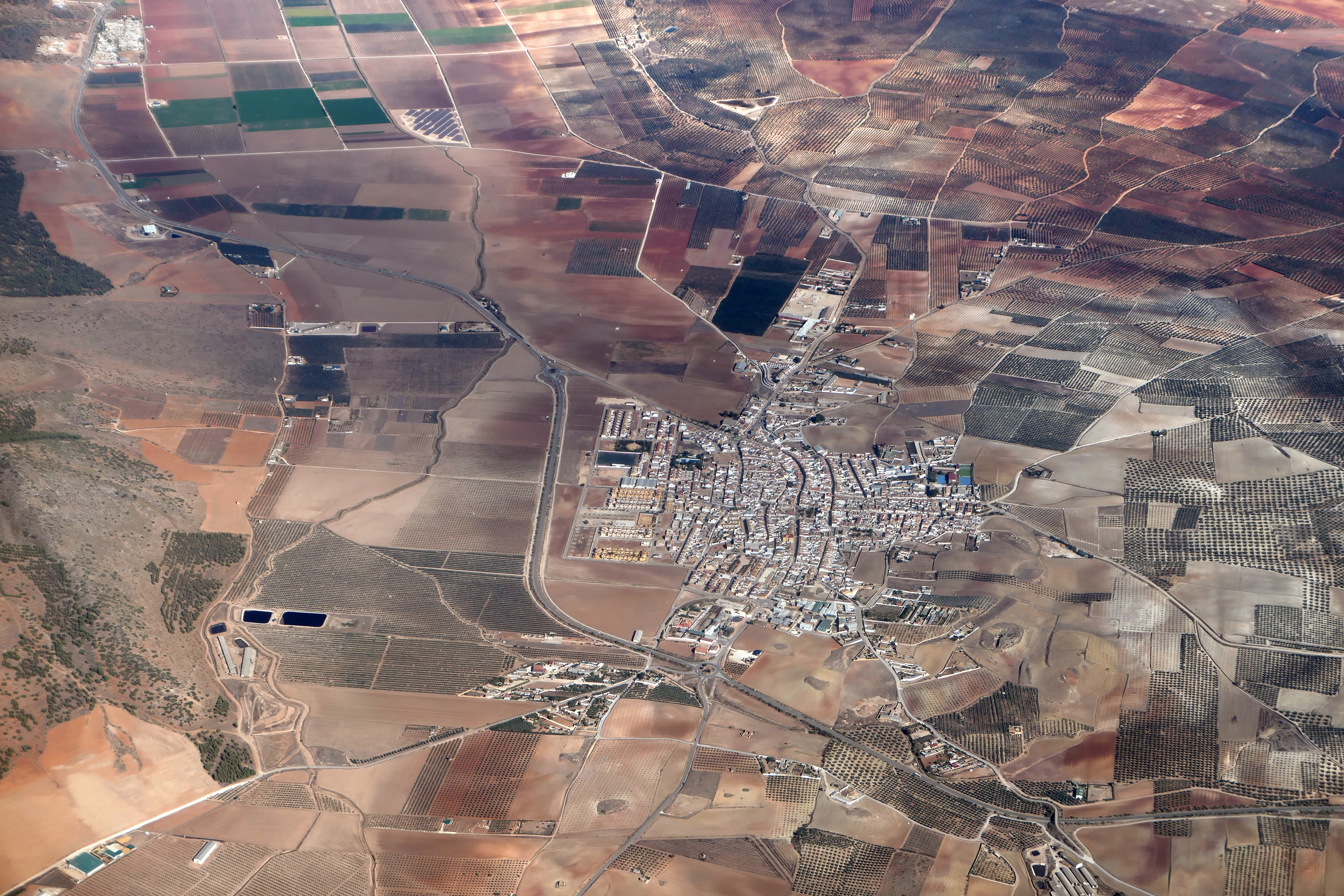
Vista aérea

Su paisaje es fronterizo entre el de la zona norte de Antequera y el de la campiña sevillana, con la Sierra de los Caballos (748 m) interpuesta entre ambas. Esta sierra, pese a ser el relieve más accidentado del término no presenta excesiva abruptosidad, y se encuentra cubierta en su mayor parte por matorral y pequeños rodales del viejo encinar que antiguamente la cubría en su totalidad.
Junto a la Sierra de los Caballos, otro elemento destacable del paisaje de este municipio son los llanos de Navahermosa, que constituyen una importante llanura agrícola en una antigua zona de inundación similar a la antigua Laguna de Herrera (hoy desaparecida), al norte del municipio de Antequera.
El interés de la zona como Paisaje Agrícola le ha merecido una protección especial por parte del Plan de Protección del Medio Físico de la provincia de Málaga.
Los límites locales son con las poblaciones sevillanas de La Roda de Andalucía y Martín de la Jara y las poblaciones malagueñas de Fuente de Piedra y Campillos.
También tiene una cantera ya no utilizada, debido a la escasez de los minerales que se encontraba en ella.

## Historia

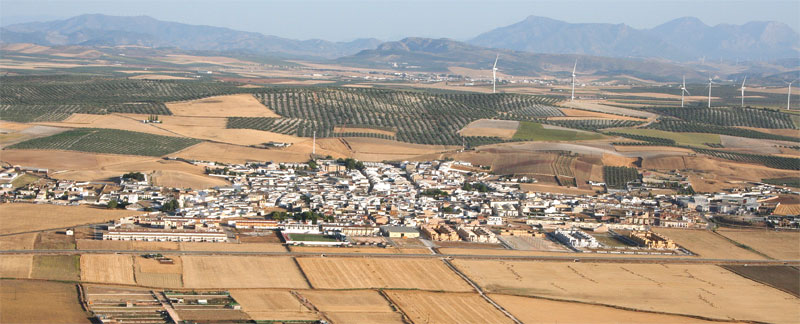
Vista de Sierra de Yeguas desde la Sierra de los Caballos

El pueblo de Sierra de Yeguas es de fundación relativamente moderna, mediados del siglo XVI y los documentos más antiguos que se conservan en los archivos parroquiales y municipales datan de los siglos XVI y XVII.
Por el nombre, se supone que los habitantes de este término se dedicaban a la crianza de ganado equino, existiendo al sur de la población un pilar que se cree era el abrevadero general.
No obstante, no muy lejos del lugar donde actualmente se encuentra el casco urbano, se han hallado restos pertenecientes al Neolítico, como hachas de piedra pulimentada, que acreditan la presencia del hombre prehistórico por estas inmediaciones.
 Tropas del regente don Fernando, tío del rey Juan II, la tomaron el 24 de abril de 1410 durante la conquista de Antequera. Si esto fue cierto, los parajes que rodean Sierra de Yeguas verían una de las formaciones militares más grandes de aquellos tiempos, con huestes traídas de Castilla, Écija, Marchena, Sevilla y de otros lugares donde los vasallos del rey tenían tropas adelantadas.
El personaje más importante que merece destacarse, no por ser nacido en el pueblo, sino como muestra de gratitud hacia él, es don Francisco Granados Arjona (1835-1919), natural de Benamejí, quien afirmó que debajo de la sierra había agua abundante, tan necesaria. Hizo lo posible por convencer a todo el pueblo del peso de su razón e invirtió su propio capital en cavar pozos con picos y palas, que no se pudieron concluir al agotarse sus medios económicos. Sesenta años después, en el mismo sitio y con materiales modernos de perforación se han hecho numerosos pozos que dan agua a muchas hectáreas de cultivo, que han cambiado la fisonomía del pueblo y sus alrededores.

## Geografía humana

### Demografía
Cuenta con una población de 3452 habitantes (INE 2024).
| Gráfica de evolución demográfica de Sierra de Yeguas entre 1842 y 2021                                                |
| |
| Población de derecho según los censos de población del INE. Población de hecho según los censos de población del INE. |

### Economía

#### Evolución de la deuda viva municipal
| Gráfica de evolución de Deuda viva del Ayuntamiento de Sierra de Yeguas entre 2008 y 2019                                |
| |
| Deuda viva del Ayuntamiento de Sierra de Yeguas en miles de Euros según datos del Ministerio de Hacienda y Ad. Públicas. |

## Política
En las elecciones de 2011, el PP gana por número de votos pero empata en número de concejales con Alternativa Local por Sierra de Yeguas (AL) con 3 concejales cada uno, les siguen los 2 concejales de Espacio Plural Andaluz (EP-AND), otros 2 del PSOE y 1 de IU, completando así los 11 concejales del ayuntamiento.
En el pleno de investidura cada grupo se votó a sí mismo, resultando elegido alcalde Miguel Ángel Sánchez (PP).

## Fiestas
Las fiestas del municipio por orden cronológico son las siguientes:
- Candelarias (2 de febrero)

Los vecinos de Sierra de Yeguas se reúnen por barriadas para celebrar este día. Consiste en apiñar durante algún tiempo antes, todo lo que se va a quemar en esa fecha. De ese trabajo se ocupan principalmente los niños. Al llegar la fiesta, con todo preparado, los mayores compran todo tipo de chacinas, para poder asarlas en el fuego por ellos mismos. Toda la noche trascurre comiendo y bebiendo. 
- Carnaval (febrero)

Fiesta donde se hacen concursos de disfraces, actuaciones de agrupaciones carnavalescas como las chirigotas y comparsas y eventos propios relacionados con el carnaval. Esta festividad tiene lugar, a mediados del mes de febrero.
- Semana Santa (marzo o abril)

Fiesta religiosa que comienza el Domingo de Ramos y llega a su fin el Domingo de Resurrección. En esta semana se conmemora la pasión de Cristo, reflejada en las procesiones de las hermandades de penitencia. Las cofradías se componen de hermanos nazarenos que acompañan a las sagradas imágenes vestidos con túnicas y antifaz. Normalmente la procesión lleva dos tronos, siendo el primero una representación de la pasión y muerte de Cristo; el segundo porta la imagen de la Virgen, que refleja en su cara el dolor y la esperanza. Existen hermandades de silencio y otras que procesionan acompañadas de música. También es tradicional que, en algunos puntos del recorrido, se canten saetas. Un acto peculiar de la Semana Santa propio de Sierra de Yeguas es "El Encuentro", donde los hombres de trono, con las imágenes sostenidas a pulso y brazo alzado, avanzan rápidamente y de frente simbolizando el reencuentro de Jesús de Nazaret con María, su madre. En Semana Santa también tiene fama la celebración del Viernes Santo con un canto colectivo, el "Pregón de Jesús Nazareno", y el besamanos de la Virgen.
Como dato curioso podemos reseñar la salida en el penúltimo domingo de Cuaresma de pequeños tronos portados por niños. Un hecho curioso que tenía lugar en esta celebración, y que se relaciona con su antigua pertenencia a Sevilla, es la división entre Sevilla y Triana, nombres con las que se designaba a cada una de las dos partes en las que el arroyo Albina, hoy cegado, dividía al pueblo, lo que daba origen a una rivalidad para ver quién festejaba de forma más suntuosa los distintos actos que se llevaban a cabo.
- Feria del Espárrago (abril)

Miles de personas se dan cita para degustar espárragos autóctonos de este municipio malagueño, se trata de una degustación gratuita de hasta 2.000 kilos de espárragos, cocinados en tortilla, revueltos o a la plancha, para los visitantes asistentes a la feria.
Aproximadamente sobre las 13,00 horas, más de 30 stands ofrecen a los visitantes productos artesanos de todo tipo. Cualquier visitante podrá adquirir desde quesos frescos a productos ecológicos, realizados en Sierra de Yeguas y los pueblos colindantes. Además de esta atractiva oferta, y la venta directa al público, se han celebrado otro tipo de actividades lúdicas y culturales, como un concurso de receta con espárragos o actuaciones musicales que amenizan el acto.
- San Isidro (15 de mayo)

Romería campestre que se celebra en honor de san Isidro, en Navahermosa, una pedanía de Sierra de Yeguas. En esta fiesta los vecinos pasan un día de campo junto con sus familias y amigos. También participan carretas y caballistas vestidos con los trajes típicos andaluces.
- Corpus Chisti (mayo o junio)

Fiesta donde se realiza un procesión de la Santa Custodia, símbolo del cuerpo de Cristo. Las calles por donde pasa la procesión suelen pintarse un día antes con símbolos religiosos, se levantan pequeños "altares" en las calles y se visten las casas de mantones bordados, sábanas en los balcones y palmas.
- San Bartolomé (24 de agosto)

Festividad religiosa en honor de san Bartolomé, patrón de Sierra de Yeguas. Estas son las celebraciones principales de la localidad, donde se celebran las ferias y fiestas del pueblo, además de procesionar.

## Gastronomía
Las dos muestras principales de la gastronomía del lugar son la porra campera y el gazpacho.
En su gastronomía, cabe destacar:
- Potaje de bacalao: Plato típico de Semana Santa que se prepara a base de garbanzos y bacalao.

- Tortilla de bacalao: El bacalao se desala en agua durante dos horas. Se hace una masa con la harina, los ajos, levadura en polvo, perejil y huevo y después se fríen.

- Bacalao frito: El bacalao se corta en trozos regulares y se pone a desalar en agua fría. Se pasa por harina y listo para freír.

- Espárragos: Pueden prepararse de múltiples formas: En tortilla, en porrilla de espárragos, a la cazuela, etc.

- Gazpacho: Elaborado con productos de la tierra, como el aceite, ajo, pimiento y tomate, se sirve según el gusto de cada uno, bien simple o bien con acompañamiento.

- Porra campera: Elaborado con pan, jamón serrano, huevos duros, atún y tomate crudo.

- Piononos: Típico dulce serrano a base de azúcar, huevo, chocolate y harina. En honor al papa Pío IX (noveno o nono).

- Magdalenas: En vísperas de Semana Santa se elabora este dulce a base de huevos, harina, azúcar y aceite. Todas las mujeres las llevan a cocer al mismo horno para compararlas y ver cuál sale más buena, y este hecho anecdótico hace que la elaboración de las magdalenas suponga un motivo de reunión.

- Suspiros: Es una mezcla de clara de huevo, azúcar y raspadura de limón, que se hornea y se suele comer en Semana Santa.
- Sopaipas: Se entienden de estas como la masa del pan. Es troceada en tiras de tres dedos más o menos de anchas y se pasa a freírlas con aceite bien caliente. Una vez doraditas, están listas para servir.
- Y también encontramos: Chacinas, conejo, ensaladas de pimientos asados, migas de pan, perdiz, queso de cabra y setas.

## Recursos naturales
- El acebuchal: Zona de ocio y esparcimiento con barbacoas, servicios, agua potable, etc. recibe su nombre gracias a los ejemplares de acebuches centenarios que existen en el recinto. Está situado en Navahermosa.

- Salinas: Creada en los años 50 por Juan González siguiendo el consejo de un médico. En un principio estaba echa de piedra aunque en el 2005 se reformó haciéndose de hormigón.La elaboración consiste en sacar agua de un pozo, poner calentadores para subir la temperatura y echarla en fosas para su evaporación.

La sal se saca en los meses de junio, julio, agosto y septiembre.
- Ruta de los cultivos ecológicos: Discurre por los caminos entre Sierra de Yeguas y Navahermosa. Se pueden apreciar parcelas de espárragos, olivos y otros cultivos ecológicos, para después ser elaborados en la fábrica y vendido en el Cortijo de Peñuela.

- Ruta de los cortijos: Esta ruta tiene una extensión de 13’150 km. Aproximadamente. Se inicia al final de la calle Federico García Lorca donde parte un camino que nos lleva hacia el Cortijo El Concejil, desde allí seguiremos hasta el Cortijo La Mezquita y regresando por distinto camino.

En esta ruta podemos encontrar gran variedad de plantas como el majuelo, el torvisco, el lentisco, hinojo, etc. y distintos animales de la fauna ibérica. Todo ello rodeado de paisajes de gran belleza natural.
- Ruta del puntal: La ruta del Puntal discurre por la falda de la Sierra de los Caballos con grandes ejemplares de acebuches y una gran variedad de animales, aves, reptiles y muchas plantas aromáticas: tomillo, mejorana, romero, etc. El Cortijo el Puntal es un sitio emblemático de la zona, situado en el límite con la provincia de Sevilla.

## Patrimonio
- Iglesia de la Inmaculada Concepción